# Torentura
Torentura war ein Flächenmaß im Kirchenstaat.
- 1 Torentura = 46 Quadratklafter